# Liste der Mitglieder der FIBA -Technical -Commission
Die Technische Kommission ist das zuständige Gremium der FIBA für alle Angelegenheiten, die die Auslegung und Anwendung der offiziellen Basketballregeln betreffen, sowie für die Empfehlung von Regeländerungen. Zu ihren Aufgaben gehört auch die Verwaltung von Schiedsrichtern, Ausbildern und Kommissaren.

## 2023 bis 2027
| Funktion                       | Name                            | Foto | Land        | Kontinentalverband | Belege |
| ------------------------------ | ------------------------------- | ---- | ----------- | ------------------ | ------ |
| Vorsitzende                    | Eleonora Rangelova              |      | Bulgarien   | Europa             | [ 1 ]  |
| Stellvertretender Vorsitzender | Patrick Hunt                    |      | Australien  | Ozeanien           | [ 1 ]  |
| Mitglied                       | Armin Andres                    |      | Deutschland | Europa             | [ 1 ]  |
| Mitglied                       | Recep Ankarali                  |      | Türkei      | Europa             | [ 1 ]  |
| Mitglied                       | Nadine Crowley                  |      | Kanada      | Amerika            | [ 1 ]  |
| Mitglied                       | Javad Davari                    |      | Iran        | Asien              | [ 1 ]  |
| Mitglied                       | Sean Ford                       |      | USA         | Amerika            | [ 1 ]  |
| Mitglied                       | Natalia Hejkova                 |      | Slowakei ?  | Europa             | [ 1 ]  |
| Mitglied                       | Benjamin Jiménez Trujillo       |      | Spanien     | Europa             | [ 1 ]  |
| Mitglied                       | Chantal Julien                  |      | Frankreich  | Europa             | [ 1 ]  |
| Mitglied                       | Fodé Amara Conde                |      | Guinea      | Afrika             | [ 1 ]  |
| Mitglied                       | Jurgita Streimikyte-Virbickiene |      | Litauen     | Europa             | [ 1 ]  |
| Mitglied                       | Ye Tianning                     |      | China       | Asien              | [ 1 ]  |
| Mitglied                       | Uros Ivanovic                   |      | Slowenien   | Europa             | [ 1 ]  |